# Філіпп Гомон
Філіпп Гомон (фр. Philippe Gaumont, 22 лютого 1973 — 17 травня 2013) — французький велогонщик.
Бронзовий призер Олімпійських Ігор 1992 року в роздільній командній гонці, учасник 2000 року.